# Aellopos fadus
Espèce
Aellopos fadus est une espèce de papillons, de la famille des Sphingidés (sous-famille des Macroglossinés, tribu des Dilophonotini).

## Description

### L'imago
L'envergure varie de 57 à 60 mm. Le corps est brun avec une large bande blanche sur l'abdomen. Le dessus des ailes est brun foncé et la partie antérieure comporte deux bandes de taches pâles et manque d'une tache noire au bout de la cellule. L'aile arrière a une tache pâle sur la costa et une sur la marge intérieure.

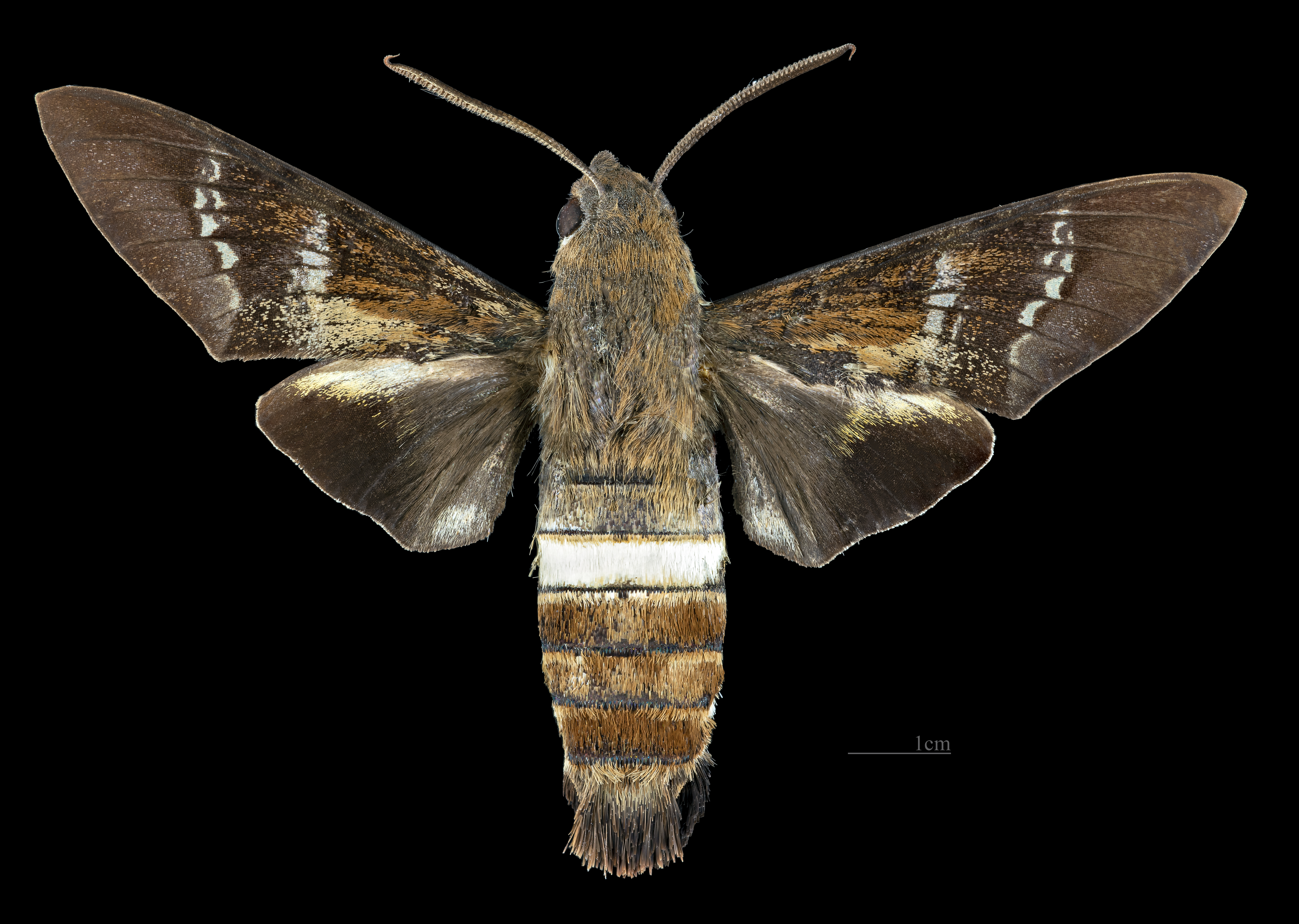
Avers du mâle (coll.MHNT)
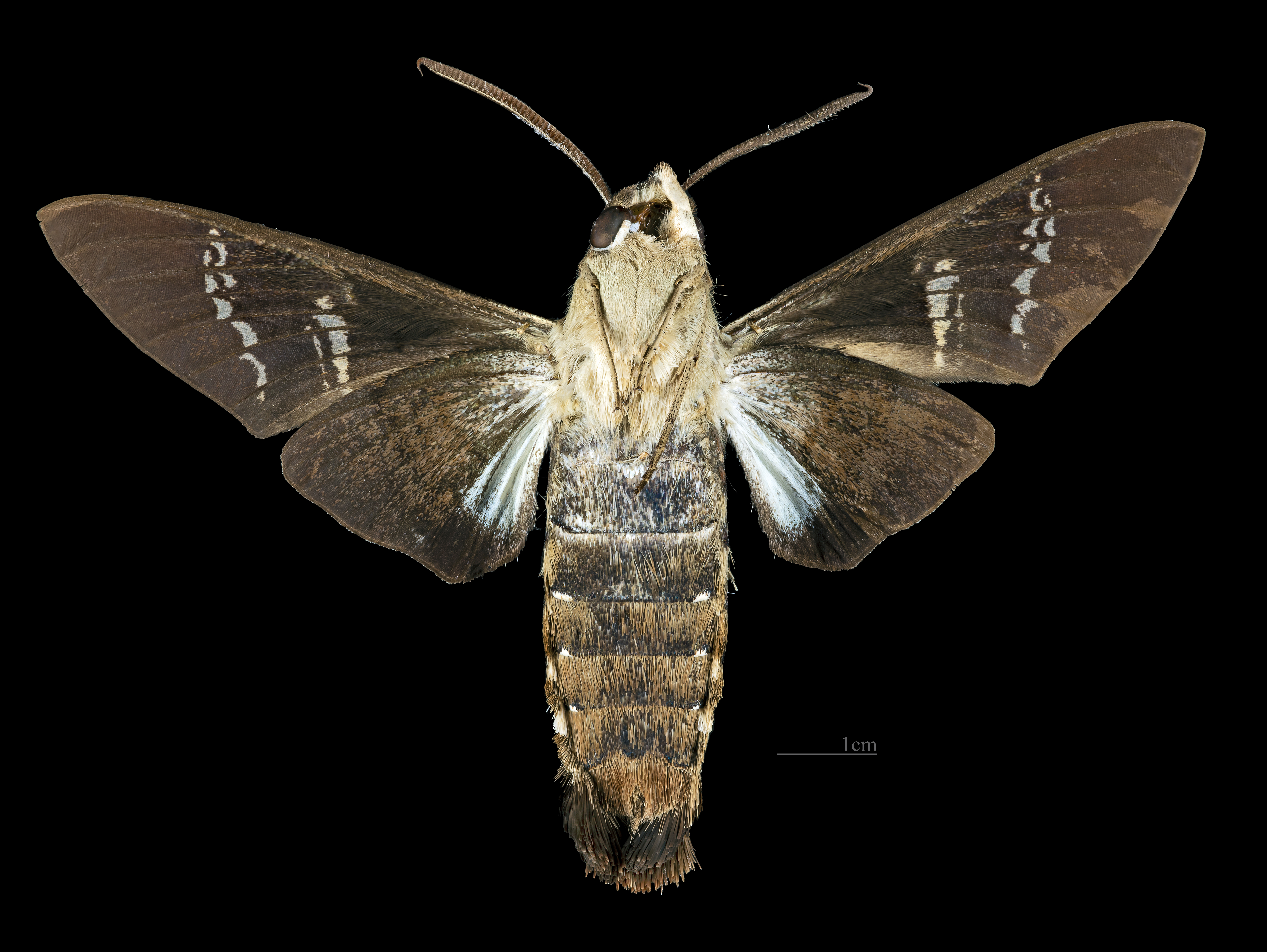
Revers du mâle (coll.MHNT)
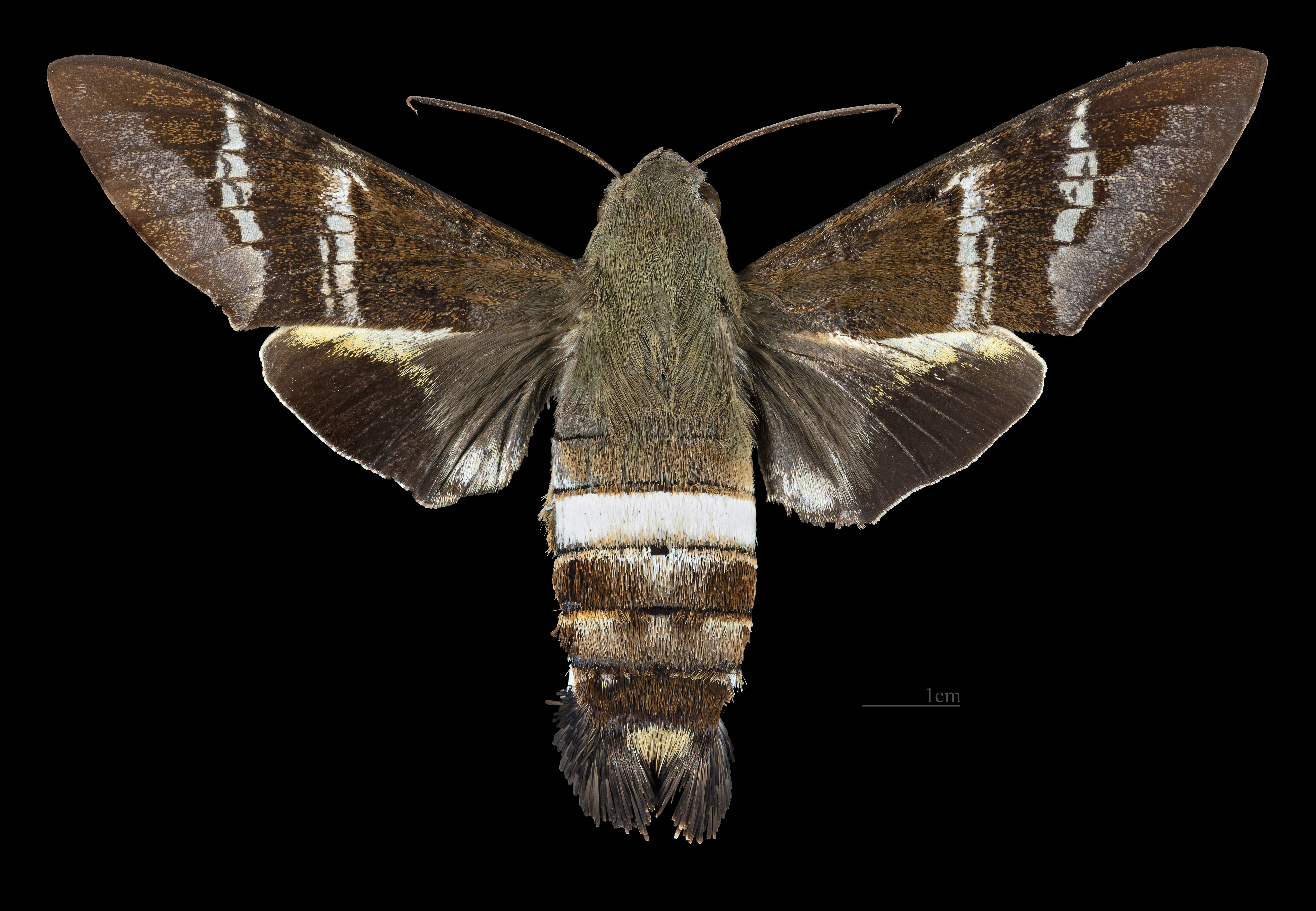
Avers de la femelle (coll.MHNT)
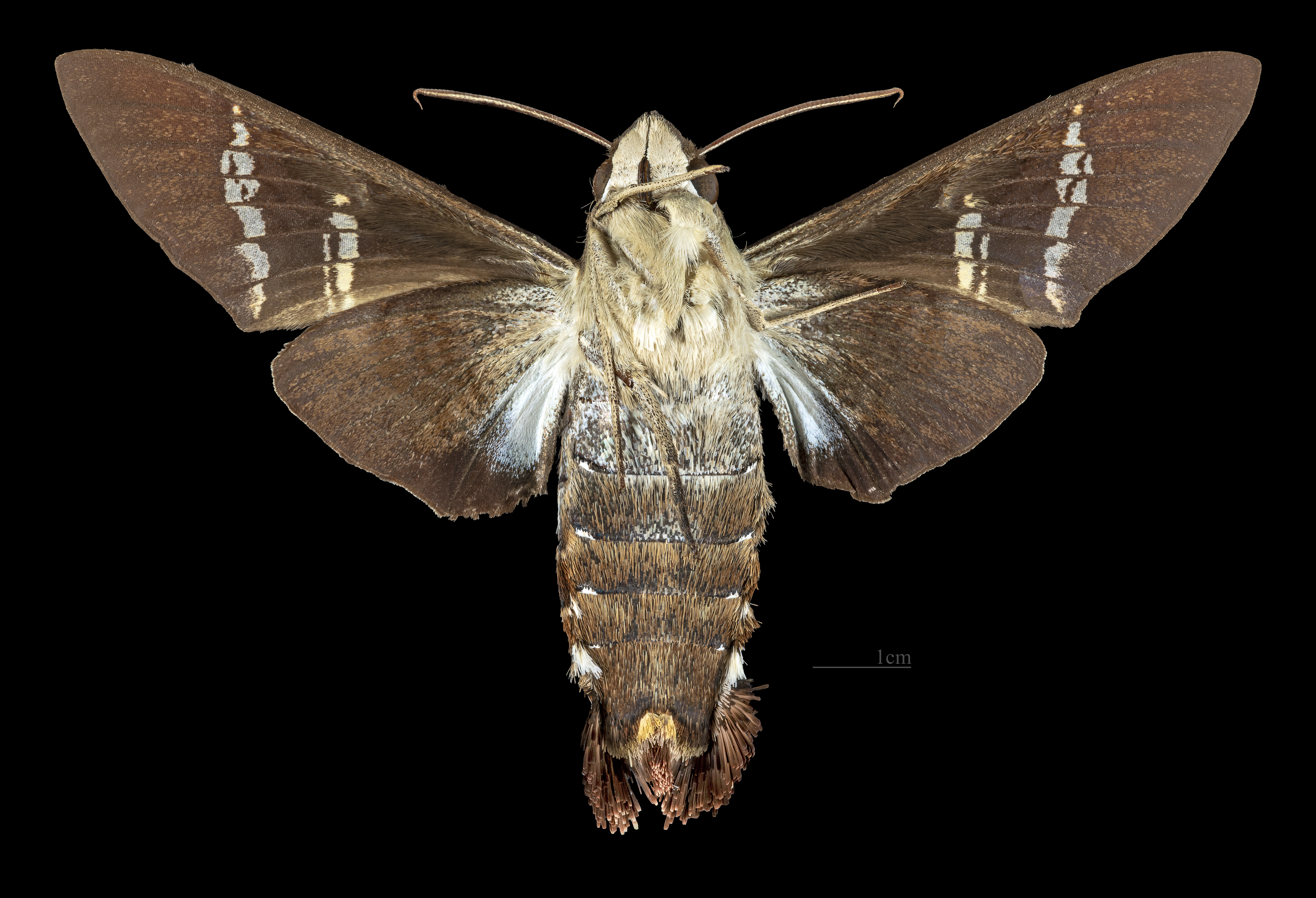
Revers de la femelle (coll.MHNT)

### Les œufs
Les œufs sont sphériques et verdâtres.

### La chenille
Il existe au moins deux formes de couleur, une forme verte et une forme brun rougeâtre.

### La nymphe
La nymphose a lieu dans des cocons en vrac dans des chambres souterraines peu profondes. Les nymphes sont sombres, lisses et brillantes.

## Biologie
Au cours de l'accouplement, les femelles attirent les mâles par une phéromone libérée par une glande située dans l'abdomen. Les adultes des deux sexes sont attirés par la lumière, mais surtout les mâles. Il y a plusieurs générations par an.

### Alimentation
Les adultes se nourrissent du nectar des fleurs du genre Abelia.
Les chenilles se nourrissent de rubiacées, notamment les espèces Genipa americana, Alibertia edulis et le genre Randia.

## Distribution et habitat
Distribution
L'espèce se rencontre en Amérique centrale et dans le nord de l'Amérique du Sud .
Habitat
On la trouve dans les forêts et les zones boisées des régions tropicales et subtropicales.

## Systématique
L’espèce Aellopos fadus a été décrite par l'entomologiste hollandais Pieter Cramer en 1775, sous le nom initial de Sphinx fadus. La localité type est le Suriname.

### Synonymie
- Sphinx fadus Cramer, 1775 protonyme
- Macroglossum annulosum Swainson, 1823[2]
- Macroglossa balteata Kirtland, 1851[3]
- Sesia fadus flavosignata (Closs, 1916)